# Competição espermática

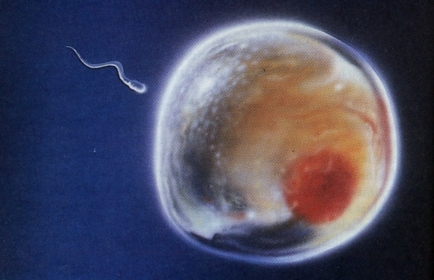
Espermatozóide em corrida para fecundar o óvulo.

Competição espermática é o fenômeno presente em espécies em que as fêmeas copulam com vários machos, ocasionando a competição entre eles para a fecundação do óvulo. Ela está relacionada com a monopolização e vigília das fêmeas, produção diferenciada de espermatozóides e certas características do pênis que impedem novas cópulas ou aumentam os intervalos entre elas. A competição espermática também é definida como a competição do esperma de dois ou mais machos dentro do sistema reprodutivo da fêmea para fertilizar os óvulos, sendo que a disputa continua dentro do trato reprodutivo da mesma através desta competição.
A maioria dos gametas femininos têm maior probabilidade de ser fertilizada pelo esperma proveniente do último macho que copulou com a fêmea. Apesar disso, elas podem influenciar qual esperma fertilizará seus óvulos, de maneira que ela opte pelo esperma do primeiro ou do último macho que se acasalou com ela, sendo que a disputa também pode continuar pela escolha críptica da fêmea. a competição espermática também é considerada como um mecanismo pelo qual a fêmea tem seus óvulos fertilizados por esperma que tem estabilidade de desenvolvimento superior.
Os estudos sobre competição espermática tiveram um progresso rápido nos anos 1990, mas nenhuma síntese sobre tal assunto existia nesta época. Porém, com o passar dos anos, com a tecnologia em rápido avanço, os cientistas passaram a conseguir estudá-la mais em detalhes para alguns dos grupos de animais. Antigamente ela estava mais focada no interesse do macho, mas posteriormente a ênfase passou a ser voltada para o interesse das fêmeas. Esta também envolve conflito sexual, pois os interesses dos machos são diferentes dos das fêmeas, ainda mais que a melhor estratégia de ejaculação para um macho nem sempre é a melhor para a fêmea.
O jogo da competição espermática tem a seguinte estrutura:
1. Os machos em competição têm informações específicas e estados (físicos, competitivos, status etc);
2. Machos têm estratégias em raio específico de ejaculação;
3. Os espermatozoides entram em competição;
4. O mecanismo da competição determina qual esperma entra primeiro na região de fertilização;
5. Assume-se que a fêmea não tenha papel de escolha (preferência) de estratégias usadas pelos machos, no entanto isso pode se alterar, sendo possível que a fêmea o faça;

## Seleção sexual e consequências evolutivas
Esta é uma forma de seleção sexual pós-copulatória por incluir benefícios diretos à fêmea, como uma maior probabilidade de fecundação, reduzir os riscos de infanticídio e estupro, além da fêmea poder adquirir cuidado parental por parte do macho mesmo que este não seja o genitor da prole. Apesar destes benefícios, existem algumas desvantagens, como é o maior risco de predação, maior gasto energético e de tempo nas cópulas, além de morte por outras causas que não sejam de predação e sim intrínsecas aos próprios indivíduos e às doenças sexualmente transmissíveis. Esta é amplamente reconhecida na evolução da biologia reprodutiva de machos e como determinante do sucesso reprodutivo dos mesmos. A principal premissa da teoria da competição espermática é o aumento do investimento na produção de espermatozoides para maximizar o sucesso de fecundação.
Esta teoria é suportada pelo fato de existirem estudos comparativos feitos em borboletas, morcegos e moscas, que demonstraram que existe um aumento do tamanho dos testículos conforme a competição aumenta e que esse aumento proporciona maior produção de espermatozóides. Além disso, há uma relação direta entre o peso testicular e a produção espermática, em que quanto maior o testículo, maior a produção de espermatozóides, assim como a massa dos testículos é diretamente proporcional ao risco de competição espermática em muitos outros táxons, como primatas, aves e anfíbios. Estudos comparativos também indicam que tamanho do grupo também pode ter grande influência sobre a taxa da competição espermática que foi observada em insetos, aves e em mamíferos. Um exemplo é demonstrado em  morcegos, que são uma das poucas espécies de mamíferos em que as fêmeas armazenam os espermatozoides por grande período de tempo (até 200 dias), o que levaria à competição espermática. Os morcegos possuem diversos modos reprodutivos, inclusive a promiscuidade, e os grupos sociais e reprodutivos variam em tamanho desde aqueles que são compostos por indivíduos solitários, até por colônias compostas por centenas de milhares de indivíduos. A quantidade de indivíduos nos grupos leva a uma grande variação do risco de competição, sendo maior naqueles compostos por maior número de indivíduos e menor nos menores .

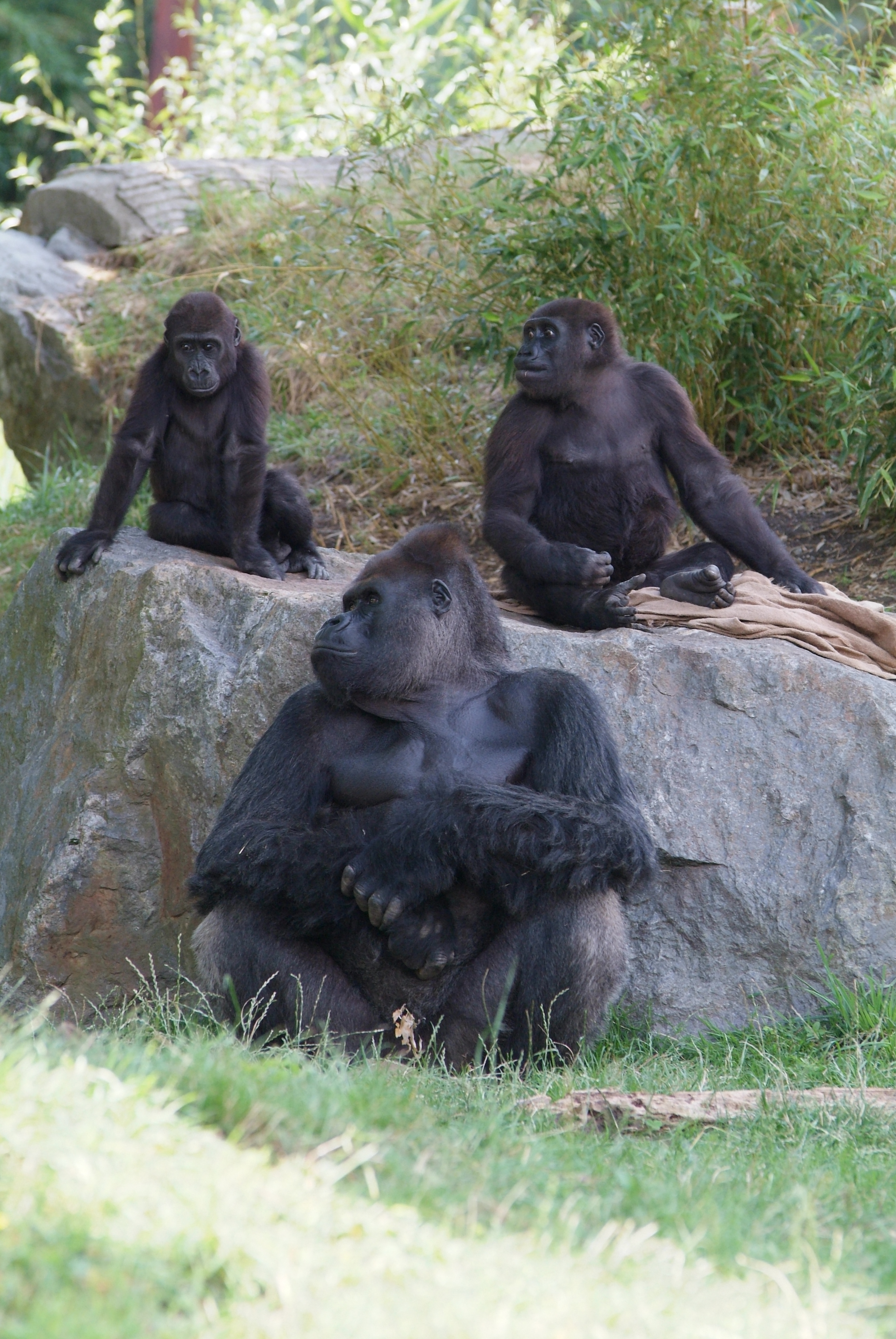
Grupo de gorilas (Gorilla gorilla) composto pelo macho-alfa (a frente) e duas fêmeas (mais a trás). Eles formam um sistema de acasalamento poligínico menos promíscuo que o de Chipanzés e onde a competição espermática é menor.

Existem vários sistemas de acasalamento: monogamia, poligamia (poligínicos e poliândricos) e os chamados de multi-macho e multi-fêmea. Em cada um destes, a competição espermática está presente em diferentes intensidades, e isso acarreta na seleção de características (comportamentais, endócrinas e fenotípicas) que são vantajosas para cada um destes tipos de sistemas de acasalamento nas diferentes espécies. Nos sistemas poligâmico, multi-macho e multi-fêmea ela é mais intensa, além de variar quanto aos sistemas de acasalamento citados acima, o  tempo em que a fêmea está fértil (duracão do estrus) também podem afetar a intensidade da competição espermática. Existe inclusive uma hipótese de que a mulher promove a competição espermática, a partir de estudos em que as mulheres têm relação sexual tanto com o parceiro quanto com um parceiro extra-par no meio de um mesmo ciclo menstrual, principalmente quando o parceiro com o qual se pareou tem genes de péssima qualidade. Acredita-se que ela faça isso para adquirir genes de melhor qualidade com a procura de homens com elevado nível de simetria e testosterona. No entanto, outra hipótese sugere que a mulher não a promova durante um mesmo ciclo, pois a relação sexual com um amante além de um parceiro está correlacionada negativamente com a concepção, desta maneira o estro funcionaria de maneira a permitir concepção apenas pelo parceiro e não pelo indivíduo extra-par.

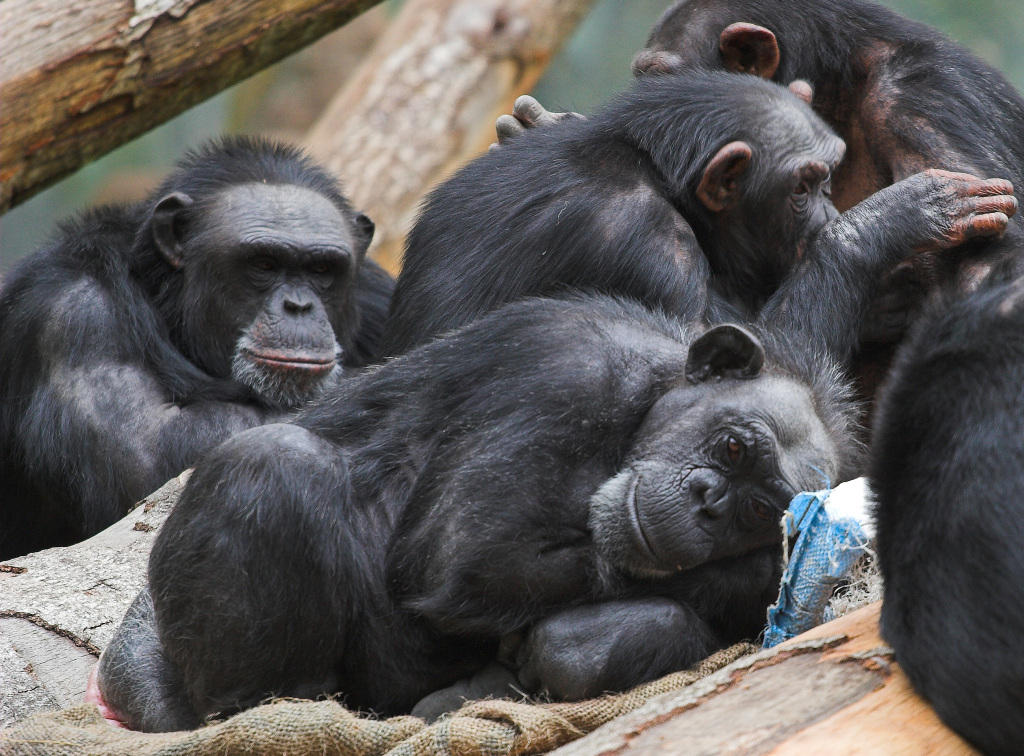
Chipanzés (Pan trglodytes) que formam sistema de acasalamento em grupos de multi-macho e multi-fêmea que é um tipo de sistema mais promíscuo que o dos Gorilas e onde há maior competição espermática.

O aumento dos testículos levando a um aumento da produção de espermatozóides, chamado de índice gonadosomático testicular, associado a uma grande ejaculação, permite a transferência de uma maior quantidade de gametas masculinos em uma só cópula, ampliando a chance do sucesso reprodutivo do macho. Esta traz vantagens para as fêmeas que copulam com mais de um macho em uma mesma estação reprodutiva, pois a grande quantidade de esperma aumenta a quantidade e qualidade dos nutrientes provenientes dos fluidos seminais e permite transferência dos melhores genes para a prole . Um exemplo são os gorilas (Gorilla gorilla), que são menos promíscuos e somente o macho alfa acasala com as fêmeas, onde os machos têm testículos relativamente pequenos, ao contrário dos bonobos (Pan paniscus) e chimpanzés (Pan trglodytes), que vivem em  grandes grupos de multi-macho e multi-fêmea, são altamente promíscuos e os machos têm testículos proporcionalmente maiores em relação ao tamanho corporal .

## Características que contribuem para os machos
Na competição espermática, como vários machos se acasalam com uma mesma fêmea, existem formas pelas quais os machos podem reduzir a chance da parceira com a qual copulou em aceitar o esperma do competidor. Para isso o macho forma as chamadas associações pós-acasalamento (APA) com a fêmea de maneira que eles podem fisicamente, mecanicamente ou quimicamente aumentar suas chances e diminuir as dos competidores em terem seus gametas fertilizando os da fêmea visando prevenir que a fêmea copule com outros machos, por algum período de tempo, assegurando que seu esperma seja utilizado para fertilizar os ovócitos secundários no lugar do esperma de um macho competidor Estas associações estão divididas em quarto categorias: (1) copula prolongada, na qual o macho ainda mantém contato genital após a inseminação; (2) tampões copulatórios que selam o acesso ao trato reprodutor da fêmea; (3) manutenção do contato com a parceira após a cópula; e (4) monitoramento da mesma, porém sem contato físico. Exemplo deste terceiro e quarto tipo de associação ocorre em libélulas em que os machos permanecem em tandem pós-cópula com a fêmea conduzindo-a à postura dos ovos e vigiam a fêmea sem contato físico durante a ovoposição respectivamente .

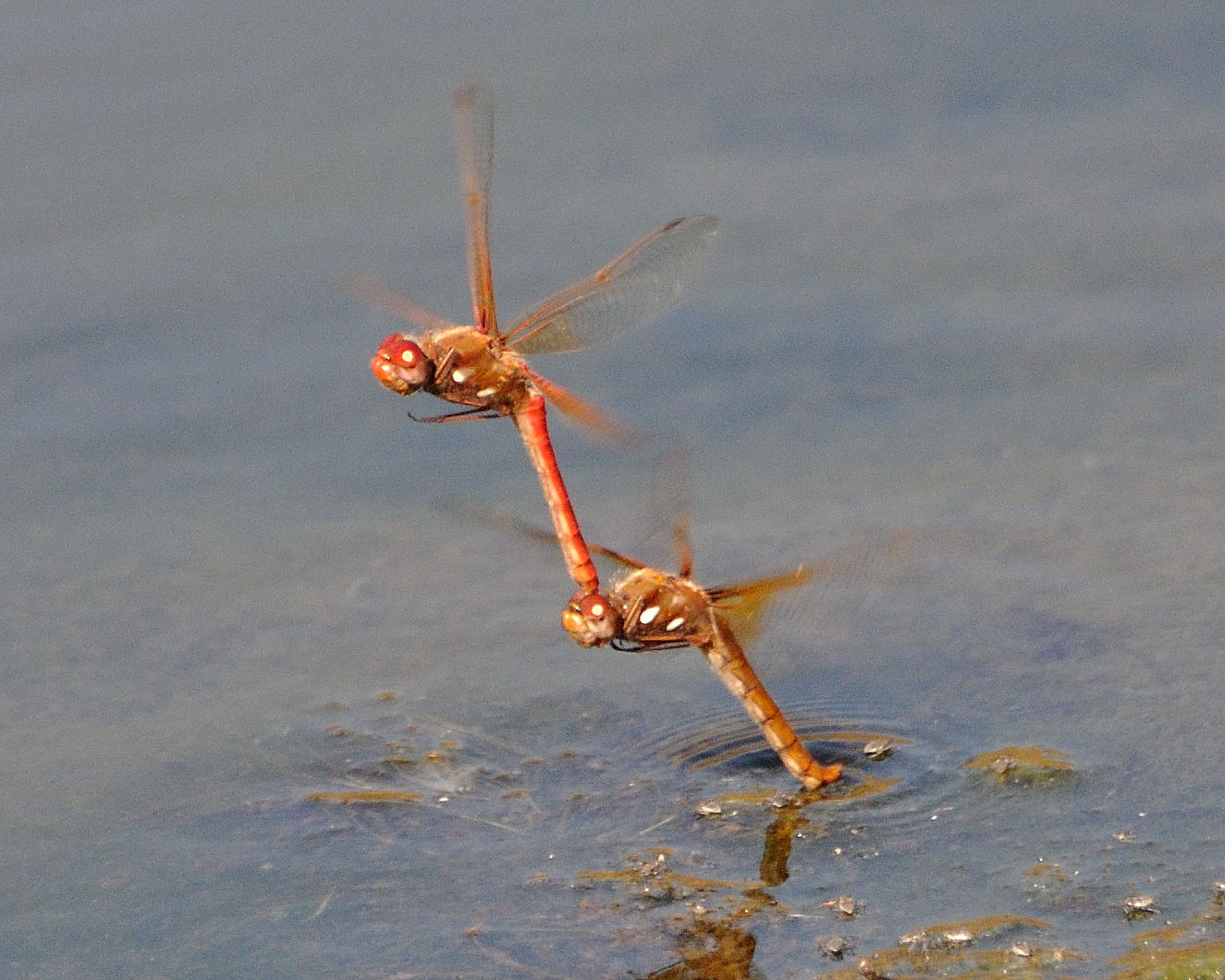
Exemplo da Quarta associação pós-acasalamento com o macho de libélula segurando a fêmea no chamado tandem pós-copulatório, conduzindo-a a postura dos ovos.

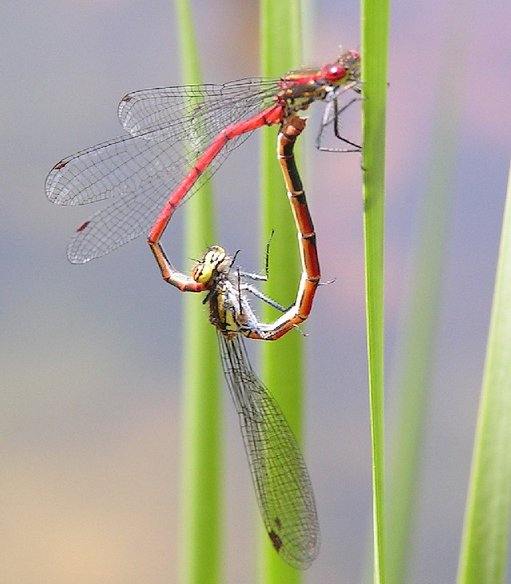
Donzelinhas em tandem copulatório com a fêmea (abaixo) coletando espermatóforo do macho enquanto ele a segura (acima)

A cópula prolongada e os tampões copulatórios constituem de formas mecânicas de se evitar futuras cópulas e ocorrem normalmente quando a ovoposição ocorre muito tempo após a inseminação. Os machos de canídeos permanecem presos à fêmea pelo fato de seu pênis permanecer turgido por um tempo a mais e isso podendo ser um mecanismo contra a competição espermática e um exemplo de cópula prolongada . Um exemplo do segundo caso é da mariposa Indiana (''Plodia interpunctella'') em que o macho põe tampão imediatamente após cópula . As formas de se evitar quimicamente é através da liberação de substâncias químicas que reduzem a receptividade e atividade sexual da fêmea inseminada feita pelo macho juntamente com a transferência dos espermatozóides . Isso ocorre, por exemplo em ''Dorosophila melanogaster'' em que os machos liberam ACPs (Proteínas da glândula acessória) de suas glândulas acessórias que impedem que fêmea copule com outro macho . Estas proteínas agem como um feromônio antiafrodisíaco inibindo a “vontade” da fêmea em se acasalar posteriormente assim como estimula ovulação e oogênese . Fêmeas de muitas espécies armazenam os espermatozóides antes da fecundação, assim machos que possuem estruturas que permitem-nos manipular os espermatozóides do macho que copulou anteriormente têm uma vantagem seletiva intra-sexual. Esse deslocamento do esperma dos rivais pode ser feito de duas formas:  pela estratificação e pela remoção. Na primeira os espermatozóides do último macho empurram os dos competidores para regiões mais profundas do trato reprodutivo da fêmea, geralmente para longe do local onde há fecundação e pela segunda em que o macho utiliza o próprio pênis para isso, contituindo a remoção direta . Em muitas espécies de libélulas, por exemplo, durante a cópula o macho usa ganchos farpados em seu pênis para retirar o espermatóforo deixado pelo parceiro anterior da fêmea . A remoção indireta consiste em, por exemplo, o macho usar o fluido seminal para dispersar os espermatozóides do rival ou induzindo a fêmea a expelir os mesmos .
Além disso, a competição espermática tem um importante papel na evolução da morfologia dos  espermatozóides que ao competirem para fertilizar os óvulos têm várias de suas características sendo constantemente selecionadas para o aumento do desempenho. O sucesso de um macho na competição espermática também depende dos espermatozóides, que assim como a quantidade dos mesmos na ejaculação, o tamanho destes pode ter efeito no resultado da competição. Esta relação entre o tamanho dos espermatozóides e o sucesso foram encontradas em várias espécies . Em espécies com gametas masculinos flagelados o aumento do comprimento pode estar relacionado com uma maior velocidade, isso permite locomoção mais rápida até o local de fecundação  e consequentemente o sucesso reprodutivo do macho na competição. Isso ocorre, por exemplo, nos Salmões em que o principal determinante do sucesso reprodutivo é a velocidade dos espermatozóides enquanto que a quantidade não parece exercer influência sobre isso . No entanto, um problema relacionado ao tamanho dos espermatozóides é que este afeta na longevidade, podendo ser positivamente, o que seria vantajoso para o macho, mas também pode influenciar negativamente, além de afetar no quesito competitividade do esperma tanto melhorando como reduzindo .

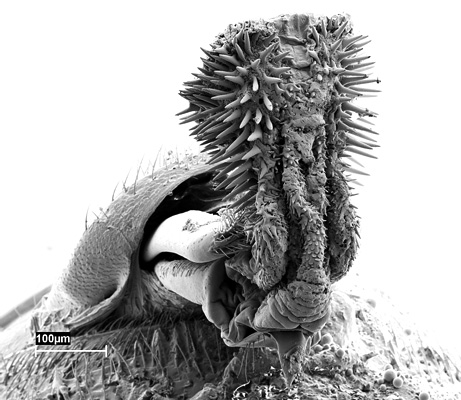
Exemplo de pênis de Callosobruchus analis macho com detalhe para os espinhos que são uma adaptação para competição espermática. Eles são usados para retirar o espermatóforo do macho que tenha copulado com a fêmea antes dele.

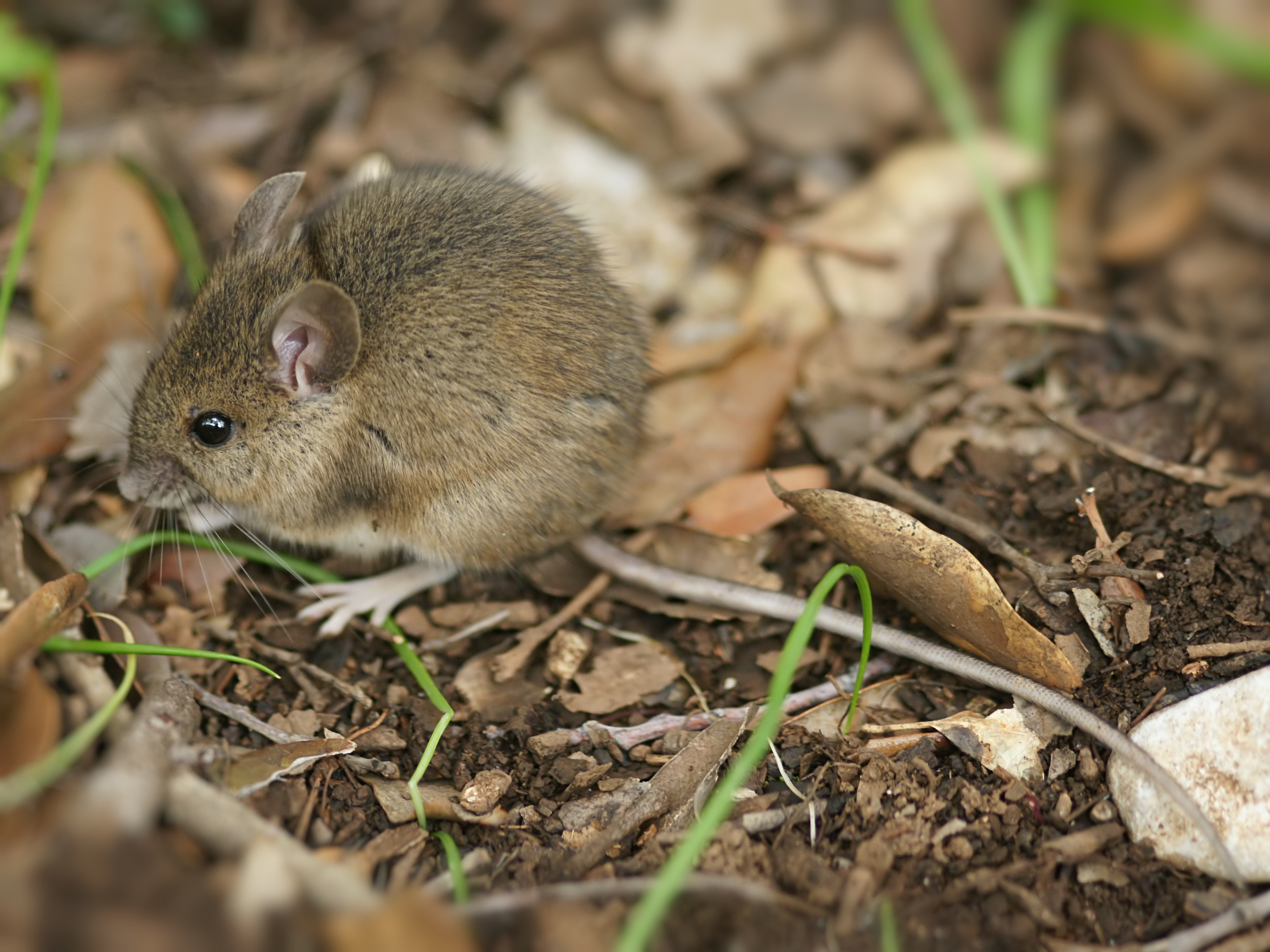
Um exemplar de Camundongo Comum do Bosque (Apodemus sylvaticus). Nesta espécie as fêmeas são altamente promíscuas e os machos têm seus espermatozóides com gancho na extremidade da cabeça e que é uma adaptação para a competição espermática.

Outro exemplo ocorre com os espermatozóides de machos de camundongo comum do bosque ''Apodemus sylvaticus'' em que as fêmeas são altamente promíscuas . Quando elas se acasalam com mais de um macho o esperma deles entram em competição durante o caminho que percorrem até chegar ao local de fecundação. Isso explica porque os machos desta espécie têm testículos grandes, só que eles também têm outra adaptação: os espermatozóides possuem ganchos em sua cabeça que utilizam para prender outros pela cabeça ou pelo flagelo, formando trens. Nadando juntos, eles se movem cerca de duas vezes mais rápido que se nadassem individualmente, o que parece aumentar suas chances de vitória na competição. Antes de que qualquer espermatozóide fertilizar o óvulo, o trem se desfaz com uma reação acrossômica pela liberação das enzimas que dissolveriam a corona radiata do óvulo de muitos dos espermatozóides do trem que se sacrificam em benefício de seus írmãos .
A variedade de formas do pênis e o comportamento copulatório nas diferentes espécies, por exemplo, é uma outra resposta evolutiva à competição espermática . Um exemplo disto é a forma do pênis nos seres humanos que foi selecionado pela competição dos espermatozóides e também teve sua evolução em resposta a este para liberar flúido seminal no sistema reprodutivo da fêmea em resposta ao sêmen de um possível rival que tivesse tido relação sexual com a fêmea . O pênis humano tem uma glande e o colo da glande mais proeminentes que os encontrados em outros primatas o que durante coito poderiam funcionar como estruturas para retirar o esperma do rival de dentro da vagina ao puxá-lo para dentro e para baixo do colo da glande. Um pênis mais longo é uma outra vantagem para ganhar a competição, isso porque, sendo mais comprido, o esperma seria liberado em uma região menos acessível da vagina o que reduziria a probabilidade do semên ser removido por um outro macho..

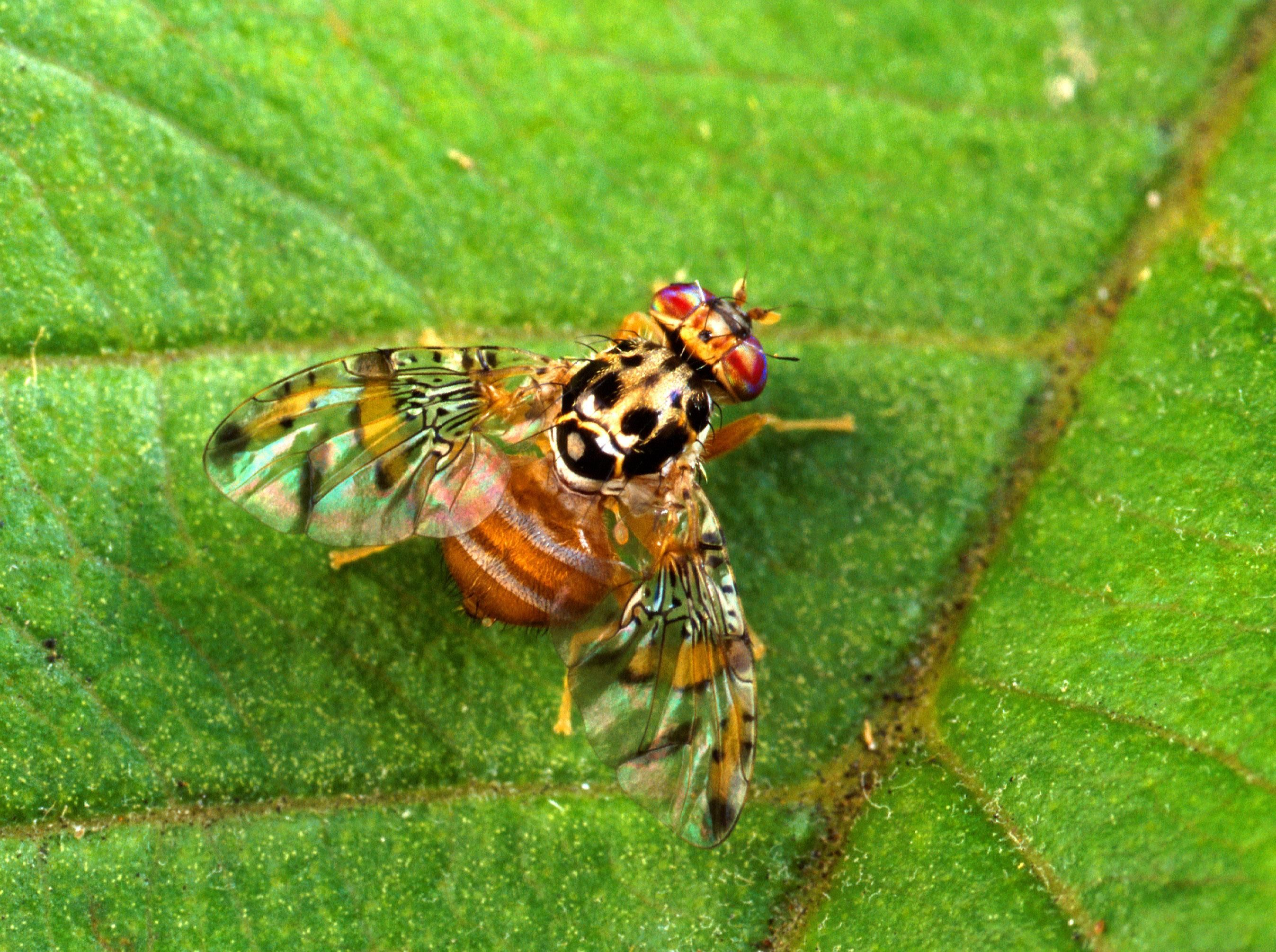
Exemplar de Mosca-do-Mediterrâneo (Ceratis capitata) usada por Matthew Gage em seu experimento para testar se havia competição espermática nesta espécie.

Além destas, outras características que contribuem para o sucesso de um macho sobre outro é a produção de maior quantidade de esperma e de grande quantidade do mesmo ejaculado em uma única vez. Podemos comparar isso, por exemplo, com a quantidade de bilhetes de loteria em que quanto maior a quantidade que se compra e faz o jogo maior é a probabilidade da pessoa que comprou ganhar o prêmio. Um exemplo disso é o experimento comduzido por Matthew Gage (1991) com “Ceratitis capitata”, a mosca-do-mediterrâneo em que se os machos desta espécie estivessem sujeitos a qualquer restrição em relação a produção de espermatozóides, eles poderiam se beneficiar na conservação de seus gametas usando em cada cópula a menor quantidade de esperma possível e o suficiente, de maneira que garantissem a fecundação complete dos óvulos do maior número de fêmeas que desse. Se grandes ejaculações contribuíssem na vitória na competição espermática, então seria esperado que nesta espécie, caso houvesse esta competição, então os machos produziriam maior quantidade de espermatozóides e grandes ejaculações. Para tal Gage cruzou os machos de em duas condições: na primeira 20 indivíduos foram postos para cruzar em privacidade, ou seja, sem a companhia de outros machos e no outro grupo 20 outros machos foram postos para cruzar na companhia de outros machos. Imediatamente após haver cruzamento ele dissecou cada fêmeas, contando o número de espermatozóides que cada macho liberava, observando que com um macho rival em potencial os que cruzaram com as fêmeas ejaculavam 2,5 X a mais que os que cruzavam sem a presence de um possível competidor. Desta maneira Matthew interpretou que maior ejaculação é uma maneira pela qual os machos têm maiores chances de vencer na competição de espermatozóides ao mesmo tempo que preservam suas reservas de esperma. .

## Experimentos

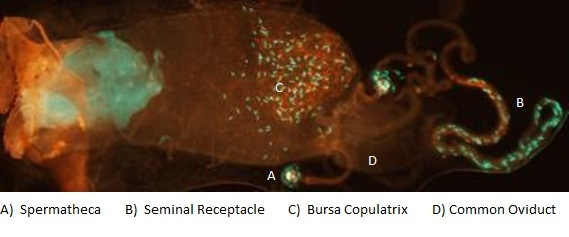
Competição espermática ocorrendo dentro da espermateca (em A) de fêmea de mosca da fruta (Drosophila melanogaster) que foi acasalada primeiro com um macho que teve seus espermatozóides corados com GFP (Proteína Fluorescente Verde) seguida pelo seu acasalamento com um outro macho com espermatozóides corados com RFP (Corante Fluorescente Vermelho).

Uma nova técnica para estudo da competição espermática foi desenvolvida por Belote e colaboradores que se baseia no uso de marcadores fluorecentes que marcam os espermatozóides  permitindo que se observe ao vivo como a competição espermática ocorre e quais as estratégias usadas pelos machos para aumentar suas chances de sucesso na fecundação dos óvulos da fêmea. Para tal marcaram genes de protamina, responsáveis pela compactação do material genético dos espermatozóides, de machos de 2 linhagens de “Drosophila melanogaster”, monitorando a competição, ocorrida com mais frequência dentro da espermateca, e o caminho percorrido pelo ejaculado ao longo do trato reprodutivo da fêmea. Neste estudo foi revelado a complexidade da competição dos espermas marcado com GFP (Proteína Fluorescente Verde) e o de outro macho marcado com RFP (Proteína Fluorescente Vermelha) descobrindo que o excesso de esperma e sua maior velocidade são adaptadas a este tipo de competição nesta espécie especialmente para deslocar o esperma do macho rival , no entanto, posteriormente outras pesquisas realizadas sugerem que os maiores e mais lentos têm mais vantage sobre os rivais deslocando-os para fora da competição e também menor chance de serem retirados pela fêmea da comtetição .